# Сесар, Йосип
Йосип Сесар (хорв. Josip Sesar, род. 17 января 1978, Мостар) — хорватский бывший профессиональный баскетболист, играл на позиции атакующего защитника. После окончания игровой карьеры начал тренерскую, по состоянию на февраля 2025 года совмещает должности главного тренера в мужской сборной Хорватии и в клубе «Цибона».

## Профессиональная карьера
Сесар начал заниматься баскетболом, когда ему было десять лет. В то время его рост был 182 см. В 1992 году он покинул клуб «Зриньски» и переехал в Сплит играть за одноименный клуб, однако тренер молодежной команды «Сплит» не посчитал его перспективным игроком, поэтому отец отвёз его играть в «Загребе». В 1993 году он начал там свою профессиональную карьеру. После шести успешных сезонов с «Загребом», в 1999 году Сесар подписал контракт с «Цибоной».
На драфте НБА 2000 года он был выбран клубом «Сиэтл Суперсоникс» под 47-м номером, а затем обменян в «Бостон Селтикс». Однако он так и не сыграл ни одной игры за «Селтикс» или любую другую команду НБА, что сделало его одним из 8 игроков с драфта НБА 2000 года, которые никогда не играли в лиге.

## Карьера в сборной
В составе юношеской сборной Хорватии Сесар становился победителем и MVP чемпионата Европы до 18 лет в 1996 году. В составе мужской сборной Хорватии участвовал на чемпионатах Европы в 1997 и 2001 годах.

## Тренерская карьера
После окончания игровой карьеры возглавлял такие клубы как: «Зриневац», «Горица», Цибона, «Динамо» Загреб. В 2023 году принял пост главного тренера сборной Хорватии после того, как Александр Петрович покинул этот пост/

## Достижения

### Клубные
- Чемпион Хорватии

«Цибона»: 2000, 2001, 2002, 2004
«Сплит»: 2003
- Кубок Крешимира Чосича

«Цибона»: 2001, 2002
«Загреб»: 2008
- Кубок Боснии и Герцеговины

«Широки»: 2006

## Статистика
| Сезон | Команда | Лига     | GP | GS | MPG  | FG%  | 3P%  | FT%  | RPG | APG | SPG | BPG | PFL | TOV | PPG  |
| --- | ------- | -------- | -- | -- | ---- | ---- | ---- | ---- | --- | --- | --- | --- | --- | --- | ---- |
| 2000/01 | Цибона  | Евролига | 12 | 10 | 32,6 | 32,6 | 24,5 | 63,5 | 2,0 | 1,8 | 1,5 | 0,6 | 3,8 | 2,5 | 15,7 |
| 2001/02 | Цибона  | Евролига | 3  | 3  | 31,3 | 57,1 | 50,0 | 50,0 | 0,7 | 3,7 | 0,3 | 0,0 | 4,0 | 3,0 | 17,0 |
| 2003/04 | Цибона  | Евролига | 15 | 2  | 16,0 | 43,1 | 30,4 | 55,6 | 1,5 | 1,1 | 0,5 | 0,1 | 2,1 | 1,2 | 5,3  |
| 2004/05 | Цибона  | Евролига | 8  | 5  | 14,9 | 35,7 | 36,0 | 62,5 | 0,9 | 1,0 | 0,1 | 0,3 | 1,6 | 1,0 | 5,5  |
| Всего | Всего   | Всего    | 38 | 20 | 22,2 | 37,7 | 29,5 | 60,8 | 1,5 | 1,5 | 0,7 | 0,3 | 2,7 | 1,7 | 9,6  |
| Наведите курсор мыши на аббревиатуры в заголовке таблицы, чтобы прочесть их расшифровку Статистика приведена с сайта basketball.realgm.com |         |          |    |    |      |      |      |      |     |     |     |     |     |     |      |